# Înmulțirea cu un scalar

Înmulțirea unui vector cu un scalar egal cu 3 întinde vectorul.

Înmulțirile cu scalari -a și 2a ale unui vector a

În matematică, înmulțirea unui vector cu un scalar este una dintre operațiile de bază care definesc un spațiu vectorial în algebra liniară(sau, mai general, a unui modul⁠(d) în algebra abstractă). În contexte geometrice comune, înmulțirea unui vector euclidian real cu un scalar, număr real pozitiv, înmulțește modulul vectorului fără a-i schimba direcția. Termenul de „scalar” rezultă el însuși din această utilizare: un scalar este ceva ce scalează vectori. Înmulțirea unui vector cu un scalar (al cărui produs este un vector) nu trebuie confundată cu produsul scalar a doi vectori (al cărui produs este un scalar).

## Definiție
În general, dacă K este un corp și V este un spațiu vectorial peste K, atunci înmulțirea cu un scalar este o funcție definită pe K × V cu valori în V. Rezultatul aplicării acestei funcții asupra lui c din K și a lui v în V se notează cu cv. 

### Proprietăți
Înmulțirea cu un scalar are următoarele proprietăți (vectorul este trecut cu caractere aldine⁠(d)): 
- Distributivitatea față de adunarea scalarilor: (c + d)v = cv + dv;
- Distributivitatea față de compunerea vectorilor: c(v + w) = cv + cw;
- Compatibilitatea produsului scalarilor cu înmulțirea scalarilor cu vectorii: (cd)v = c(dv);
- Înmulțirea cu 1 nu modifică vectorul: 1v = v ;
- Înmulțirea cu 0 dă vectorul zero: 0v = 0;
- Înmulțirea cu -1 dă vectorul invers: (-1 v = -v.

Aici + este considerat fie adunarea din corp, fie cea din spațiul vectorial, după caz; iar 0 este elementul neutru la adunare în oricare dintre ele. Juxtapunerea indică, în funcție de operanzi, o înmulțire cu un scalar sau o operație de înmulțire în interiorul corpului.

## Interpretare
Înmulțirea cu un scalar poate fi privită ca o operație binară externă⁠(d) sau ca o acțiune⁠(d) a corpului asupra spațiului vectorial. O interpretare geometrică a înmulțirii cu un scalar este aceea a întinderii sau contracției vectorilor cu un factor constant. 
Ca un caz special, V poate fi considerat a fi K însuși și înmulțirea scalară poate fi considerată pur și simplu înmulțirea din corp. 
Când V este Kn, înmulțirea cu un scalar este echivalentă cu înmulțirea fiecărei componente a vectorului cu scalarul și poate fi definită ca atare. 
Aceeași idee se aplică și dacă K este un inel comutativ și V este un modul⁠(d) peste K. K poate fi chiar un semiinel⁠(d), dar atunci nu există nici inversul aditiv. Dacă K nu este comutativ, pot fi definite operațiile distincte de înmulțire cu un scalar la stânga cv și înmulțire cu un scalar la dreapta vc. 

## Înmulțirea matricelor cu scalari
Înmulțirea la stânga cu un scalar a unei matrice A cu un scalar λ dă o altă matrice λA de aceleași dimensiuni ca și A Elementele lui λA sunt definite prin 
{\displaystyle (\lambda A)_{i}j=\lambda (A_{i}j)}{\displaystyle (\lambda \mathbf {A} )_{ij}=\lambda (\mathbf {A} )_{ij}\,,}
explicit: 
{\displaystyle \lambda \mathbf {A} =\lambda {\begin{pmatrix}A_{11}&A_{12}&\cdots &A_{1m}\\A_{21}&A_{22}&\cdots &A_{2m}\\\vdots &\vdots &\ddots &\vdots \\A_{n1}&A_{n2}&\cdots &A_{nm}\\\end{pmatrix}}={\begin{pmatrix}\lambda A_{11}&\lambda A_{12}&\cdots &\lambda A_{1m}\\\lambda A_{21}&\lambda A_{22}&\cdots &\lambda A_{2m}\\\vdots &\vdots &\ddots &\vdots \\\lambda A_{n1}&\lambda A_{n2}&\cdots &\lambda A_{nm}\\\end{pmatrix}}\,.}
În mod similar, se definește înmulțirea la dreapta cu un scalar a unei matrice A cu un scalar λ
{\displaystyle (\mathbf {A} \lambda )_{ij}=\left(\mathbf {A} \right)_{ij}\lambda \,,}
explicit: 
{\displaystyle \mathbf {A} \lambda ={\begin{pmatrix}A_{11}&A_{12}&\cdots &A_{1m}\\A_{21}&A_{22}&\cdots &A_{2m}\\\vdots &\vdots &\ddots &\vdots \\A_{n1}&A_{n2}&\cdots &A_{nm}\\\end{pmatrix}}\lambda ={\begin{pmatrix}A_{11}\lambda &A_{12}\lambda &\cdots &A_{1m}\lambda \\A_{21}\lambda &A_{22}\lambda &\cdots &A_{2m}\lambda \\\vdots &\vdots &\ddots &\vdots \\A_{n1}\lambda &A_{n2}\lambda &\cdots &A_{nm}\lambda \\\end{pmatrix}}\,.}
Atunci când inelul de definiție este comutativ, de exemplu, corpul numerelor reale sau complexe, aceste două înmulțiri sunt aceeași și se numesc simplu înmulțire cu un scalar. Totuși, pentru matricele peste un inel mai general care nu este comutativ, cum ar fi cuaternionii, ele pot să nu fie egale. 
Pentru un scalar real și o matrice: 
{\displaystyle \lambda =2,\quad \mathbf {A} ={\begin{pmatrix}a&b\\c&d\\\end{pmatrix}}}
{\displaystyle 2\mathbf {A} =2{\begin{pmatrix}a&b\\c&d\\\end{pmatrix}}={\begin{pmatrix}2\!\cdot \!a&2\!\cdot \!b\\2\!\cdot \!c&2\!\cdot \!d\\\end{pmatrix}}={\begin{pmatrix}a\!\cdot \!2&b\!\cdot \!2\\c\!\cdot \!2&d\!\cdot \!2\\\end{pmatrix}}={\begin{pmatrix}a&b\\c&d\\\end{pmatrix}}2=\mathbf {A} 2.}
Pentru scalari și matrici de cuaternioni: 
{\displaystyle \lambda =i,\quad \mathbf {A} ={\begin{pmatrix}i&0\\0&j\\\end{pmatrix}}}
{\displaystyle i{\begin{pmatrix}i&0\\0&j\\\end{pmatrix}}={\begin{pmatrix}i^{2}&0\\0&ij\\\end{pmatrix}}={\begin{pmatrix}-1&0\\0&k\\\end{pmatrix}}\neq {\begin{pmatrix}-1&0\\0&-k\\\end{pmatrix}}={\begin{pmatrix}i^{2}&0\\0&ji\\\end{pmatrix}}={\begin{pmatrix}i&0\\0&j\\\end{pmatrix}}i\,,}
unde i, j, k sunt unitățile cuaternion. Necomutativitatea înmulțirii cuaternionilor împiedică trecerea dintr-o parte în alta, deoarece ij = +k și ji = −k .